# Catedral de Nuestra Señora de Kazán (San Petersburgo)
Para la catedral homónima de Moscú, véase Catedral de Kazán de Moscú.
La catedral de Nuestra Señora de Kazán es la principal catedral de la ciudad de San Petersburgo (Rusia) y está consagrada a la Virgen de Kazán, la que es probablemente el icono más venerado de Rusia.
Mandada a construir por Pablo I de Rusia en 1801, el templo de estilo neoclásico buscaba reflejar el estatus de capital del imperio de San Petersburgo. Se levantó para albergar el icono de la Virgen de Kazán en lugar de una antigua iglesia en la avenida Nevski, y fue testigo de celebraciones de victorias militares rusas.
En 1932 se convirtió en el Museo de Historia de la Religión y el Ateísmo. Desde 1991 es un templo en funcionamiento, coexistiendo con la exposición del museo durante varios años. Desde 2000 la Catedral de la diócesis de San Petersburgo de la Iglesia Ortodoxa Rusa. Desde el 9 de marzo de 2019, el rector es el metropolitano Varsonofy (Sudakov) de San Petersburgo y Ladoga.

## Historia

### Contexto
Antes de la construcción de la catedral, la iglesia de la Natividad de la Santísima Virgen María albergó el icono de la Virgen de Kazán como precedente. El edificio de piedra y de arquitectura barroca se levantó en la avenida Nevski en 1733, bajo la firma del arquitecto Mikhail Zemtsov. En 1737 se consagró el templo con la presencia de la emperatriz Ana de Rusia; un día antes se trasladó al lugar la imagen de la Virgen. Este icono era considerado un símbolo patriótico ruso, pues los generales lo llevaban en los combates. Se utilizó en muchas crisis nacionales, incluida la invasión de Napoleón. Los creyentes llegaban a atribuir las victorias a la Virgen, que fue llamada «La Liberadora y Protectora de la Santa Madre Rusia».
La iglesia era preeminente dentro de la ciudad y la propia familiar real rusa: en 1773 acogió la boda del entonces zarévich Pablo I de Rusia. También era un lugar común de celebraciones militares rusas. A mediados del siglo XVIII se planteó formalizar el aspecto del templo, ante la necesidad de que San Petersburgo contara con un edificio que reflejara el estatus de la capital imperial. En ese momento se plantearon varios proyectos, como el del arquitecto Semyon Volkov, que diseñó cinco cúpulas y un nuevo campanario, pero no llegó a implementarse. A finales del siglo, Giacomo Quarenghi y Nikolai Lvov desarrollaron otro proyecto que tampoco vio la luz. Una vez destruida, de la iglesia quedó una placa de mármol donde está tallada la corona imperial y una inscripción. Esta tablilla se encuentra en la actualidad en la pared interior de la catedral, bajo el icono de todos los santos.
Durante esta época, el imperio ruso tuvo diversas iniciativas en el Mediterráneo. De este modo, Pablo I, quien sería el promotor de la nueva catedral de Kazán, fue elegido Gran Maestre de la Orden maltesa de los Caballeros de San Juan, que había sido expulsada de Malta por Napoleón en 1798. La idea de Pablo de un acercamiento entre la ortodoxia y el catolicismo romano podría haber influencias en el diseño de la catedral, pues está frecuentemente decorada con la cruz de Malta.

#### Elección del arquitecto

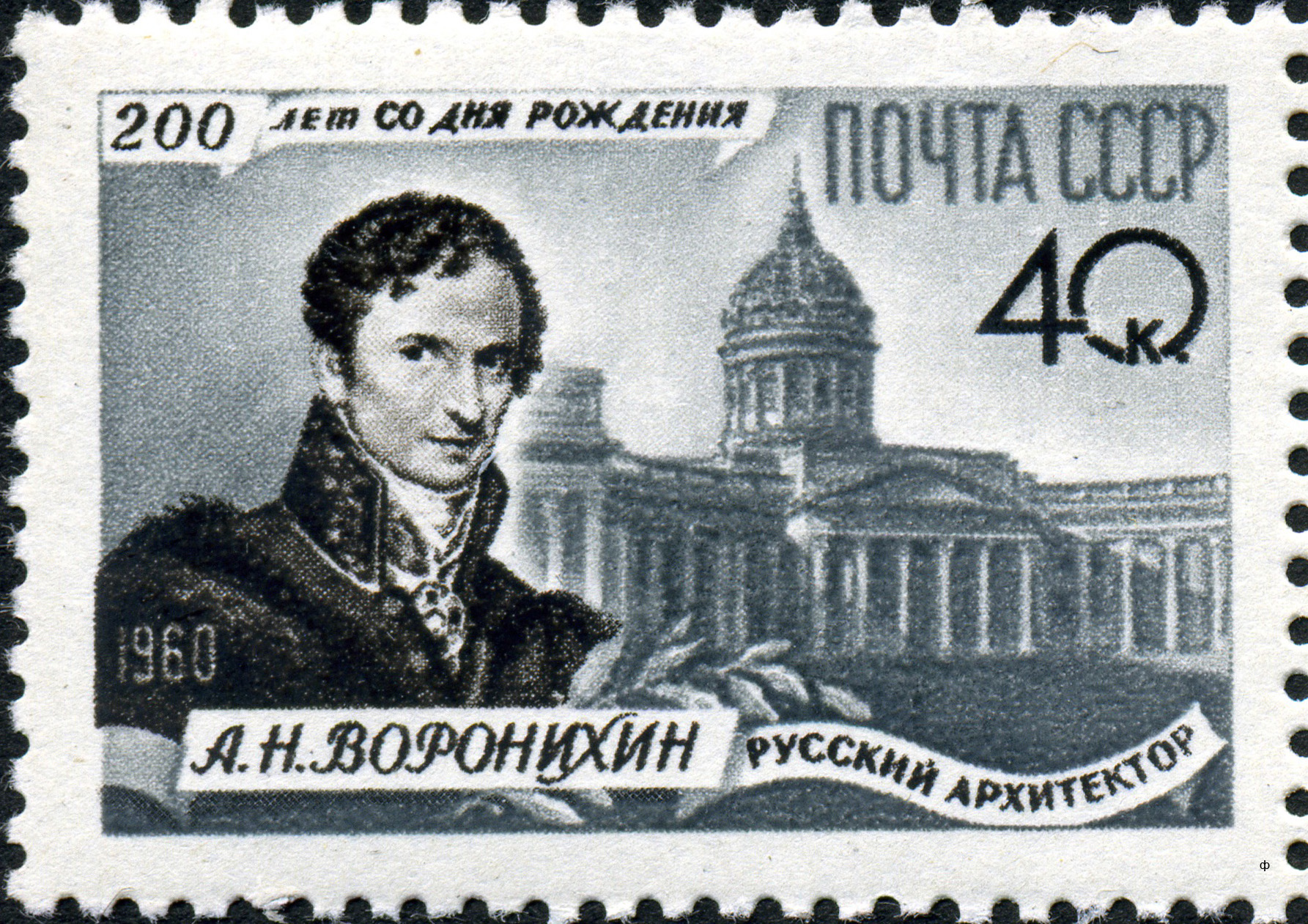
Sello postal de la Unión Soviética de 1960 conmemorando el bicentenario del nacimiento de Voronijin, con la catedral de Kazán de fondo.

En 1799, Pablo I decidió reabrir el concurso para la nueva catedral tras los intentos anteriores. El diseño debía «reflejar la grandeza de Roma». Alexander Stróganov, conde descendiente de una de las familias más adineradas de Rusia, encabezó la comisión de construcción. Este rápidamente eligió a Andréi Voronijin como arquitecto, de quien era mecenas. Voronijin nació como siervo en una finca del conde en los montes Urales en 1759. Al reconocer Stróganov su talento, lo llevó a Moscú en 1777 para que estudiara con maestros arquitectos. En 1779, Voronijin se incorporó al círculo de los Stróganov en San Petersburgo y consiguió la libertad en 1786. La elección del conde de Voronijin como principal arquitecto de la catedral suscitó dudas por sus cualificaciones, aunque posteriormente estas resultarían justificadas con el resultado final.

### Construcción y usos posteriores

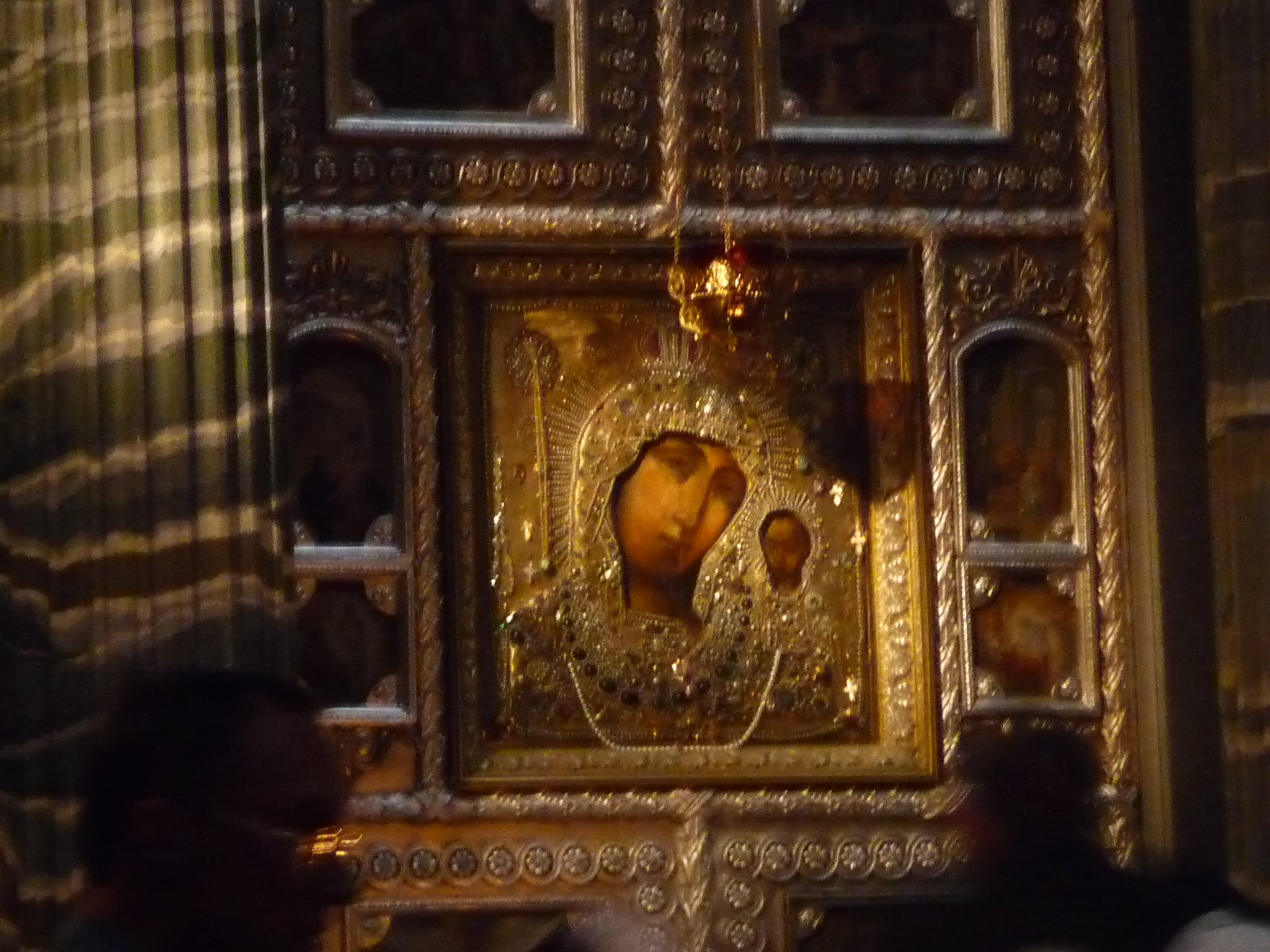
Icono de la Virgen de Kazán situado en el interior de la catedral.

El templo fue construido entre 1801 y 1811 por el arquitecto Andréi Voronijin y es notable, sobre todo, por una gran columnata de noventa y seis columnas. Fue construida en el lugar de la antigua iglesia de piedra para guardar el icono antiguo de Nuestra Seńora de Kazán, a la cual se debe su nombre.
En 1800 el emperador Pablo I ordenó construir la catedral según el modelo de la Basílica de San Pedro en Roma. La construcción de la catedral duró diez años y fue planeada en planta de cruz latina, al contrario que la mayoría de templos ortodoxos que tienen planta de cruz griega, como la catedral de Cristo Salvador en Moscú. 
Una de las curiosidades de esta catedral es que el altar se encuentra en el ala este del templo, mientras que la salida principal y la fachada se sitúan al oeste. Por lo tanto la famosa fachada de columnatas que dan a la avenida Nevski, no es la fachada principal de la catedral, sino que es en realidad una de las fachadas laterales. Las alas de la columnata forman la plaza enfrente de la catedral. 
La catedral de Kazán fue percibida por sus contemporáneos como un monumento a las victorias militares de los rusos en la guerra contra Napoleón. En 1812 aquí fueron enviadas banderas de los ejércitos derrotados de Napoleón. Además, en la catedral está enterrado el mariscal de campo Mijaíl Kutúzov. La catedral de Nuestra Señora de Kazán es una de las cumbres de la arquitectura neoclásica y ejemplo brillante de la síntesis de artes.

### Tras la Revolución rusa de 1917 y en la actualidad

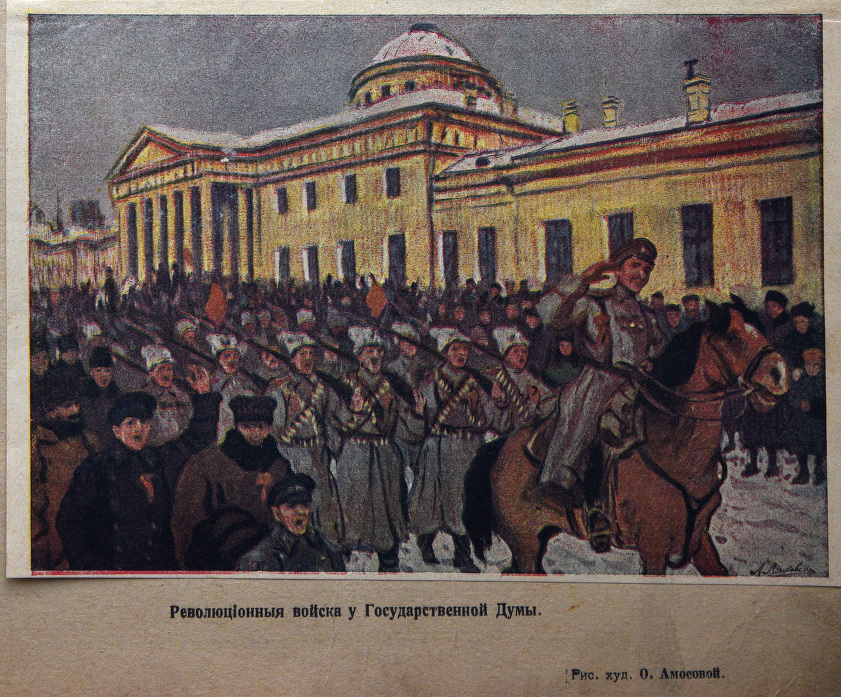
Ilustración de la Revolución rusa de febrero de 1917, con los revolucionarios marchando frente la catedral.

Después de la Revolución rusa de 1917, la catedral fue cerrada. En 1932, fue abierta de nuevo aunque como «Museo de la Historia de la religión y el ateísmo» en un contexto de propaganda antirreligiosa. A finales de la década de 1920, el órgano encargado de esta labor, el Comisariado de la Ilustración, comenzó a introducir los museos del ateísmo en las iglesias y catedrales ortodoxas más importantes del país.
En su sótano se dedicó una exposición completa «a la crueldad de la religión y los violentos horrores de su historia». De acuerdo al historiador Igor Polianksi, este modelo sería copiado en otros museos de este tipo a lo largo de la Unión Soviética. Este consistía en un diorama que mostraba una cámara de tortura: representaba a la Inquisición española, un hereje atado en un potro aguardando su castigo, mientras un verdugo encapuchado prepara instrumentos de tortura variados. Con el auge de estas políticas, a mediados de siglo cientos de miles de visitantes llegaron a la antigua catedral de Kazán —pasando de 257 000 personas en 1956 a 700 000 en 1963— Con la caída del país, en 1992 se consagró de nuevo como catedral ortodoxa y cuatro años más tarde en 1996, la catedral fue devuelta a la Iglesia Ortodoxa Rusa.
La catedral de Kazán no ha sido la única catedral de la ciudad de San Petersburgo, pues ha habido otras anteriores tales como, la catedral de San Pedro y San Pablo y la catedral de San Isaac. A pesar de esto, la Cctedral de Kazán es la iglesia catedral principal de la ciudad al ser la sede del obispo ortodoxo de San Petersburgo. Por su envergadura, el templo ha dado nombre a la plaza y a la calle Kazán, la isla homónima en el delta del río Nevá y el puente entre la avenida Nevski y el canal Griboedova.
En el interior de la catedral es donde se encuentra el milagroso icono de la Virgen de Kazán, el cual es un símbolo de la fe rusa. A pesar de esto, existen por toda Rusia y el extranjero varios templos y catedrales con la advocación de Nuestra Señora de Kazán.

## Arquitectura

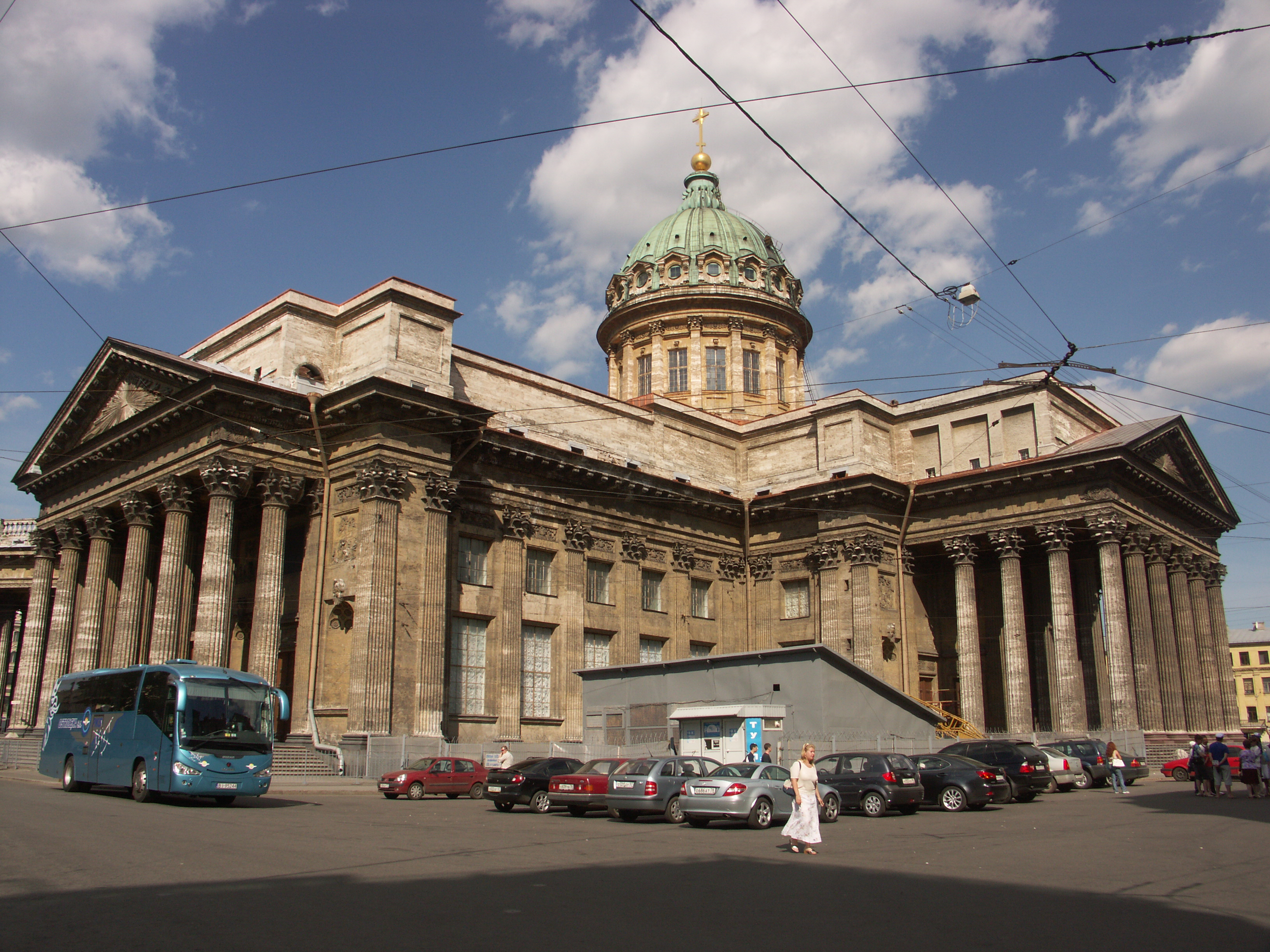
La fachada sur.

El emperador Pablo I encargó una iglesia al estilo de San Pedro poco antes de su asesinato. Sin embargo, el maestro de obras Andréi Voronijin lo modificó en gran medida con elementos de la arquitectura clasicista contemporánea, de modo que hoy en día sólo las columnatas y la cúpula recuerdan al modelo romano, pero sin llegar a su efecto monumental. Las influencias de Voronijin se basan en sus viajes por Europa entre 1786 y 1790 y su formación privada en París antes de volver a Rusia.
Las bóvedas de cañón de los brazos de la nave central, del coro y del crucero se extienden desde la cúpula central en forma de cruz latina. Su base de bóveda está a la altura de los techos. Sobre el ábside está esculpido un friso representa la entrada de Jesús en Jerusalén. El ático del edificio está rematado por un parapeto  y coronado por la cúpula sobre un tambor. Las pilastras de este elemento se hacen eco en las filas de columnas del interior.
Para combinar la orientación este del coro, tradicionalmente utilizada en las iglesias cristianas, con el deseo imperial de una orientación representativa hacia la avenida Nevski, Voronijin colocó el eje de entrada en el lado norte. Aquí, las filas cuádruples de columnas de las columnatas encierran el patio semicircular, más abierto al exterior que en Roma, y terminan en la avenida Nevski en edificios de puertas monumentales. De esta forma, se integra la estructura arquitectónica con el espacio público. El espacio disponible hizo necesario truncar la columnata, que mide hasta 111 metros de largo. En su forma actual, el pórtico semicircular evoca la basílica de San Francisco de Paula, en Nápoles. Las tres entradas son pórticos con columnas estrictamente clásicas. Las alas de bronce de la puerta norte son copias de las Puertas del Paraíso de Lorenzo Ghiberti en el Baptisterio de Florencia. Aunque se planeaba situar otra columnata en el lado sur, debido al coste se desistió.

### Materiales y ornamentación

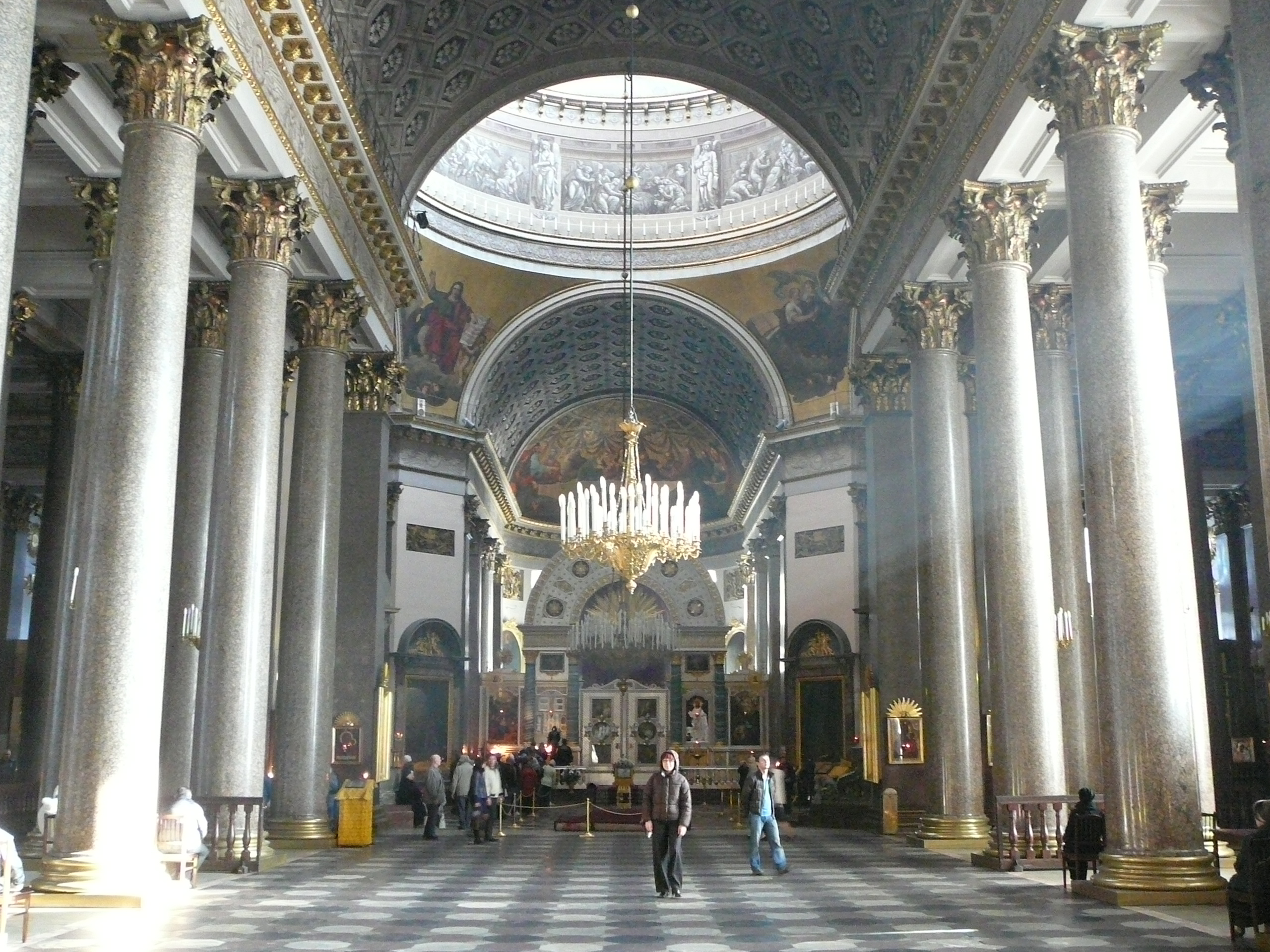
Vista de la bóveda en el interior.

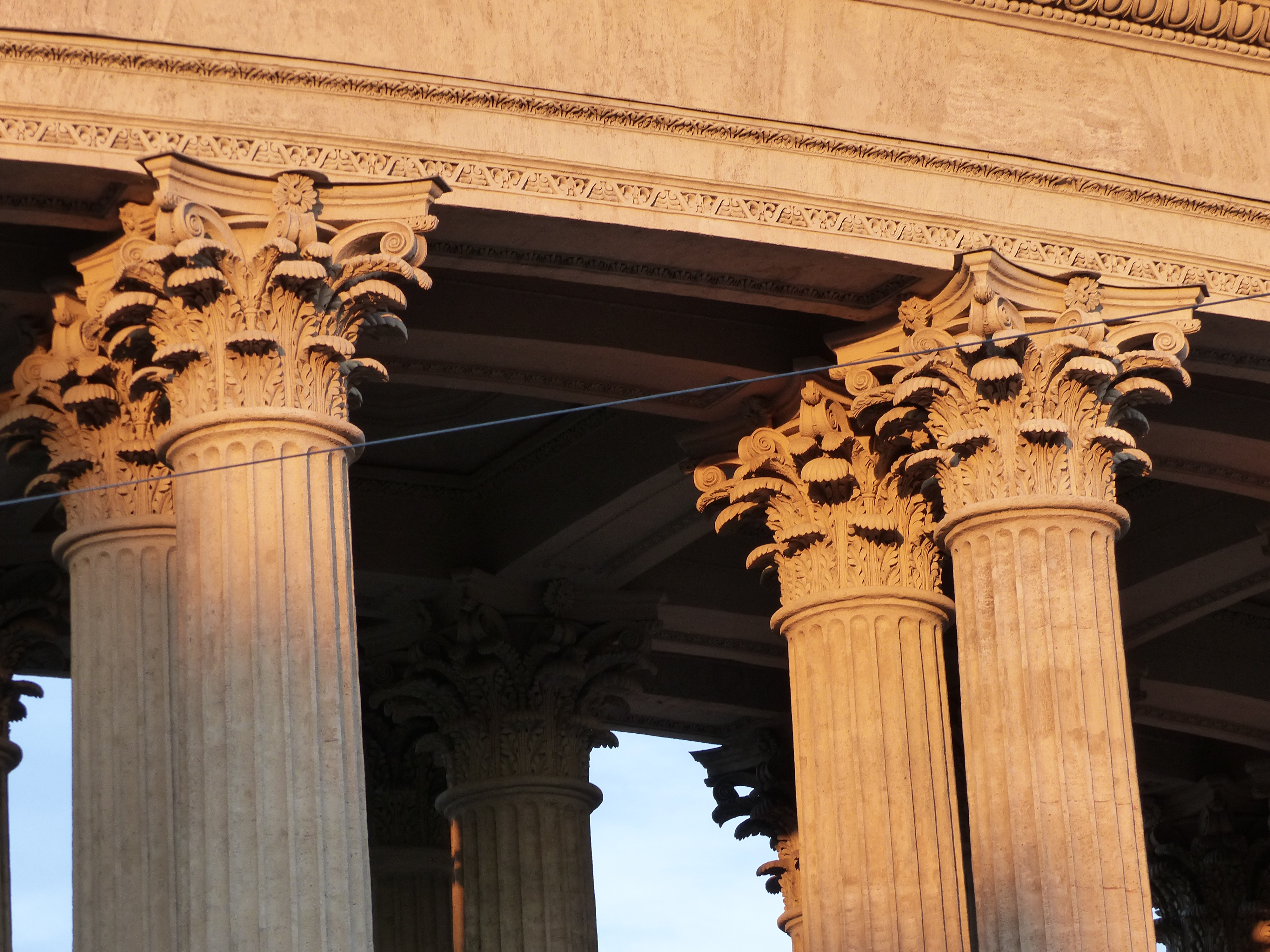
Detalle de los capiteles en el exterior.

El revestimiento exterior de ladrillo está hecho con piedra Pudost, toba de piedra caliza que proviene de la cercana Gatchina.Se trata de una piedra  maleable al extraerse pero dura al exponerse al aire, por lo que es un material idóneo para esculpir con detalle. Este método se empleó en los frisos sobre temas bíblicos en los áticos de los extremos este y oeste, el ábside y los paneles esculpidos en los tres pórticos.
También se puede encontrar en el exterior la piedra Pudost en columnas y capiteles, dispuestos en filas de cuatro. Cuentan con varios detalles enlucidos en tres tipos de granito, caliza y mármol. Las estatuas están hechas de bronce, inclusive las de los santos Vladimir y Alejandro Nevski de Stepan Pimenov que flanquean la puerta norte.
En el interior se distribuye una columnata de cincuenta y seis columnas corintias, que bordean tanto la nave central como los brazos del edificio. Las columnas tienen 10.7 metros y están hechas de granito finlandés rojo pulido, rematadas con capiteles de bronce dorado. Asimismo, el foco del espacio interior se centra bajo la cúpula de ochenta metros, hacia la que se elevan pilares macizos, con representaciones de los cuatro evangelistas en sus pechinas. El tambor muestra un friso pintado en grisalla haciendo eco de una escultura que retrata escenas de la vida de Jesús y María. La cúpula de doble armazón está artesonada.
Las distintas bóvedas de cañón tejen una red de casetones hexagonales con rosetones. La catedral está pavimentada con un mosaico de cantería, extraído principalmente de los montes Urales. La Academia Imperial de las Artes supervisó las pinturas del interior, que incluyen obras sobre lienzo y yeso. Artistas académicos como Vladímir Borovikovski y Andréi Ivanov se encargaron de pintar varios de los iconos.

## Galería de imágenes

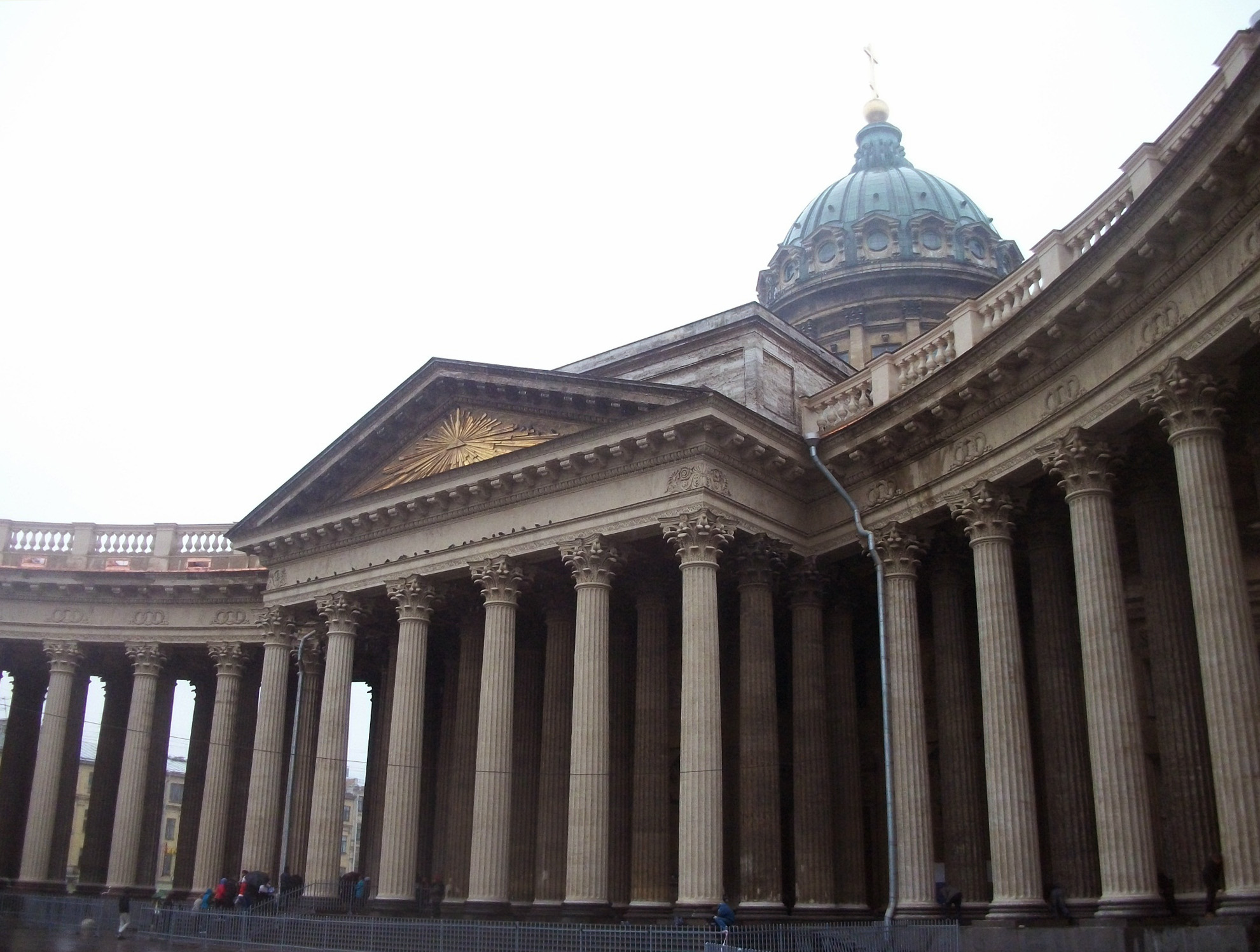
Detalle de la columnata
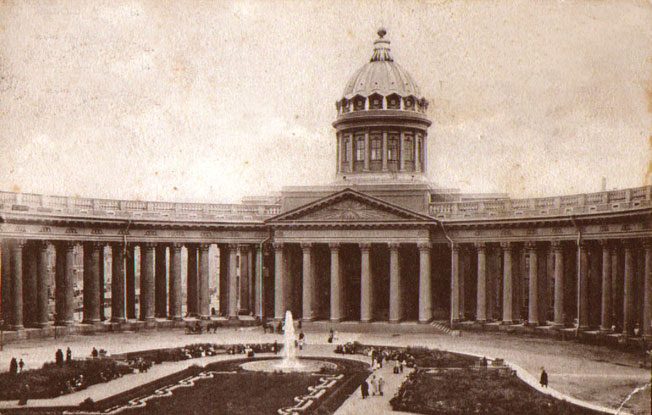
La catedral a principios del siglo XX
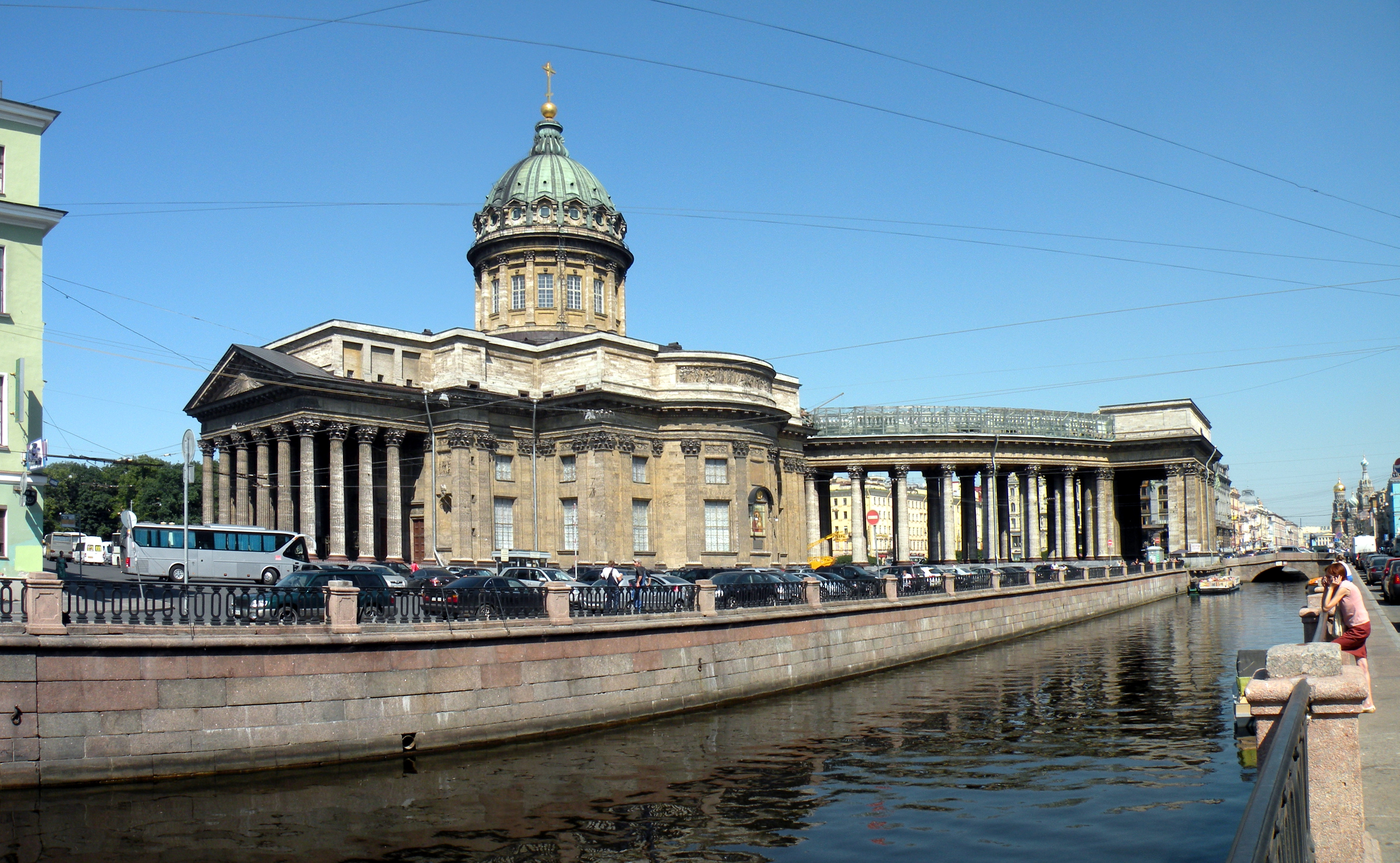
El ábside desde el Canal Griboedov
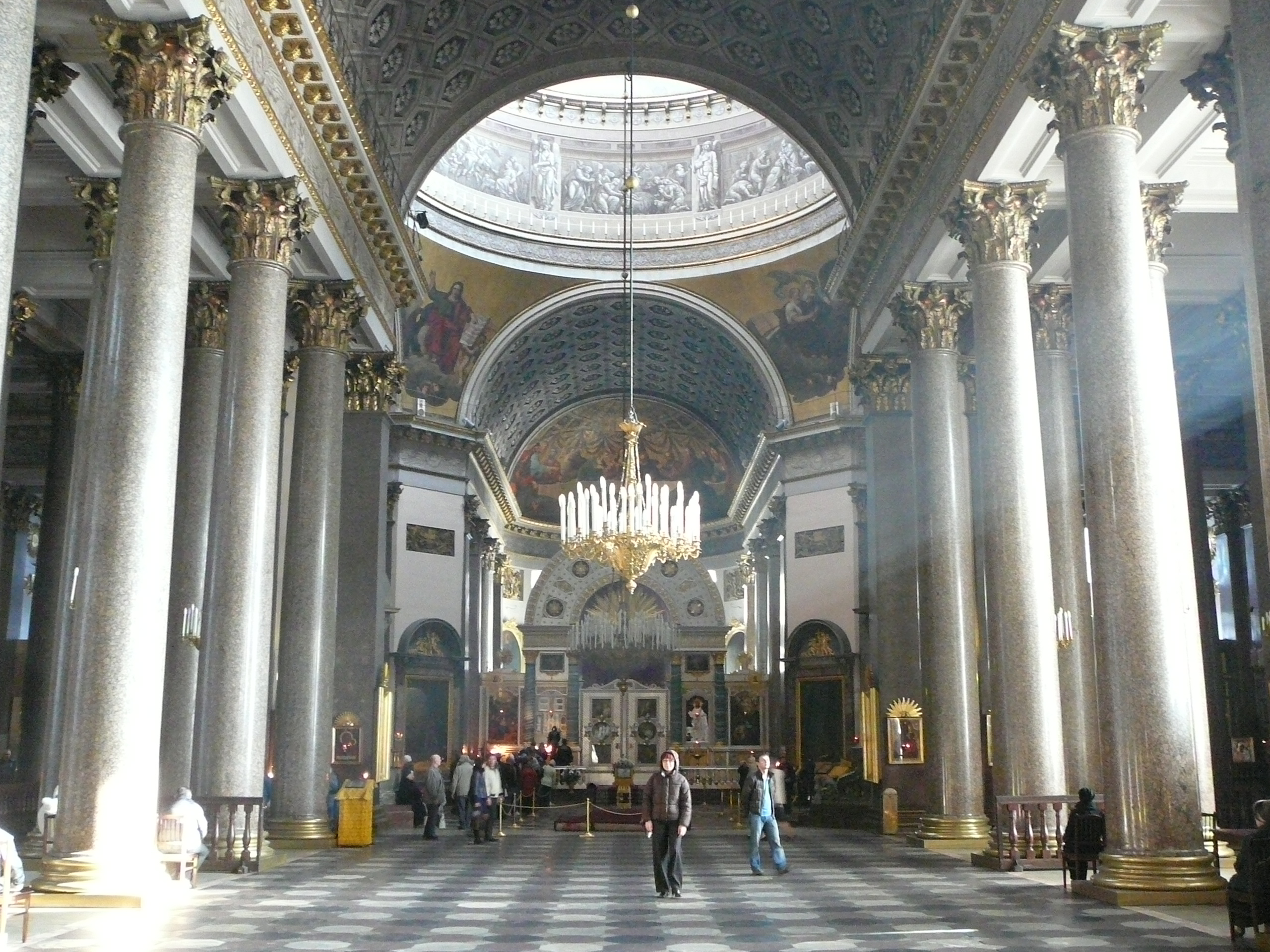
Interior de la catedral
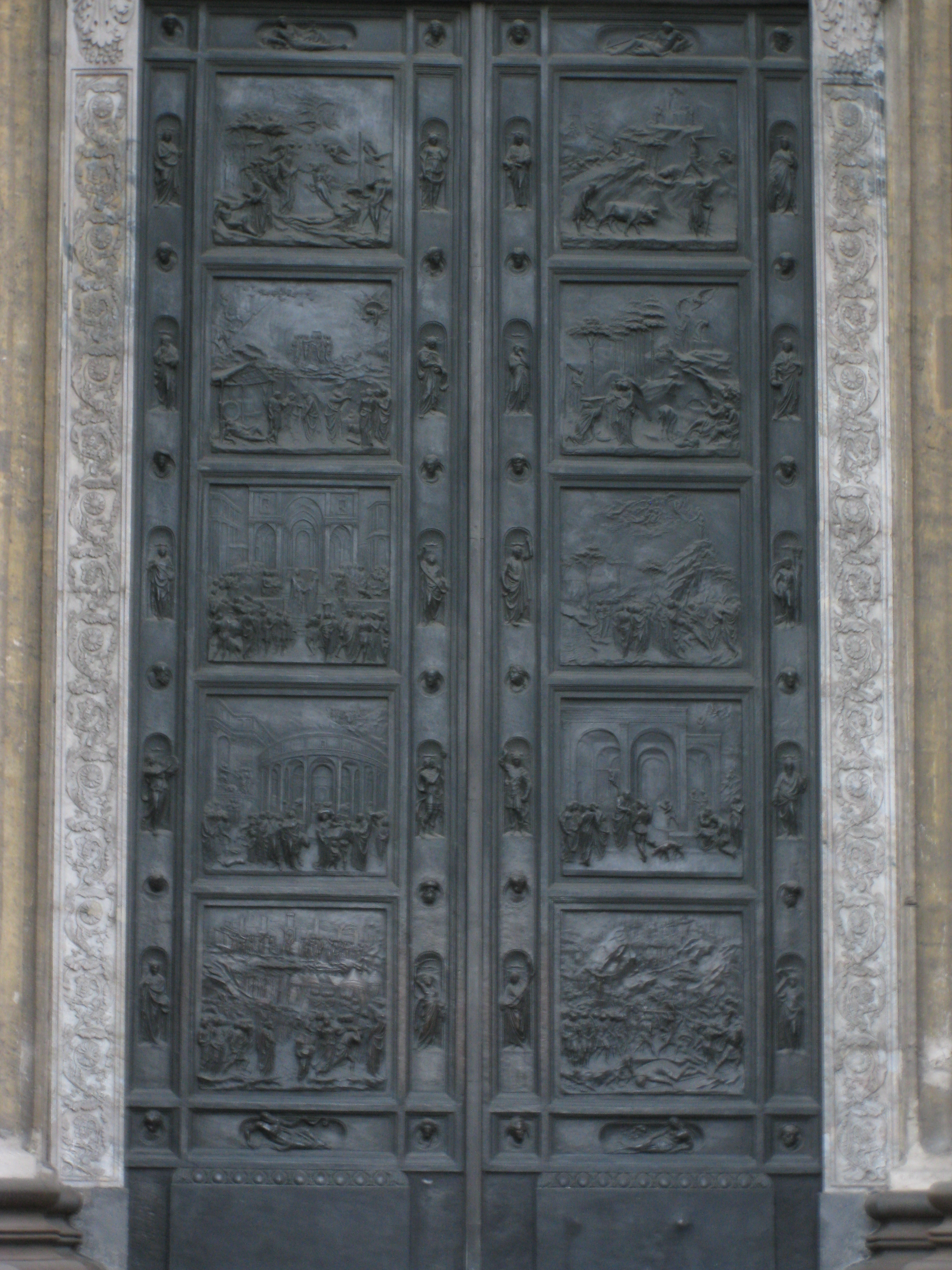
La réplica de la Puerta del Paraíso florentina
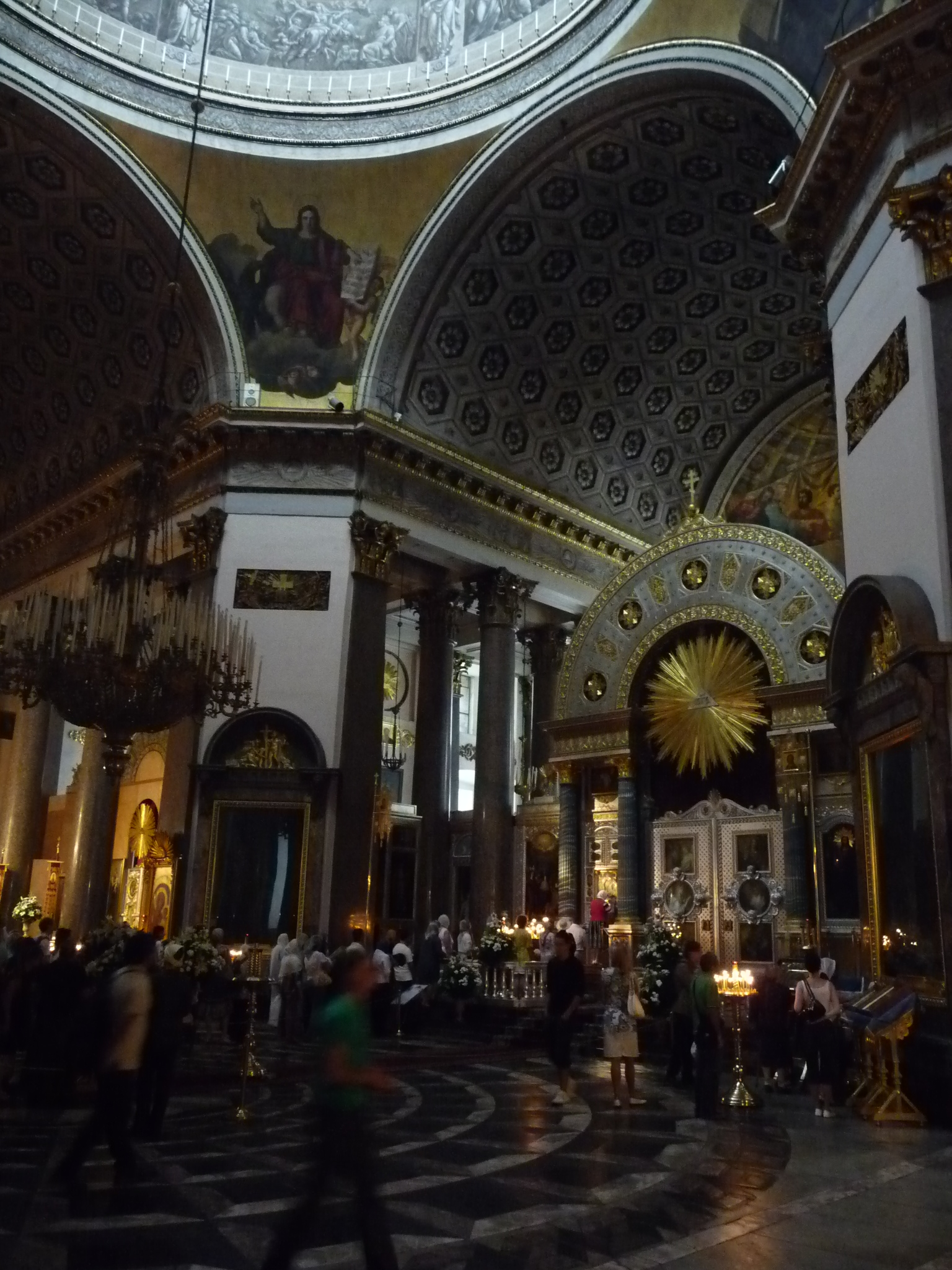
Detalle del interior: en los penachos de la cúpula se representan a los evangelistas
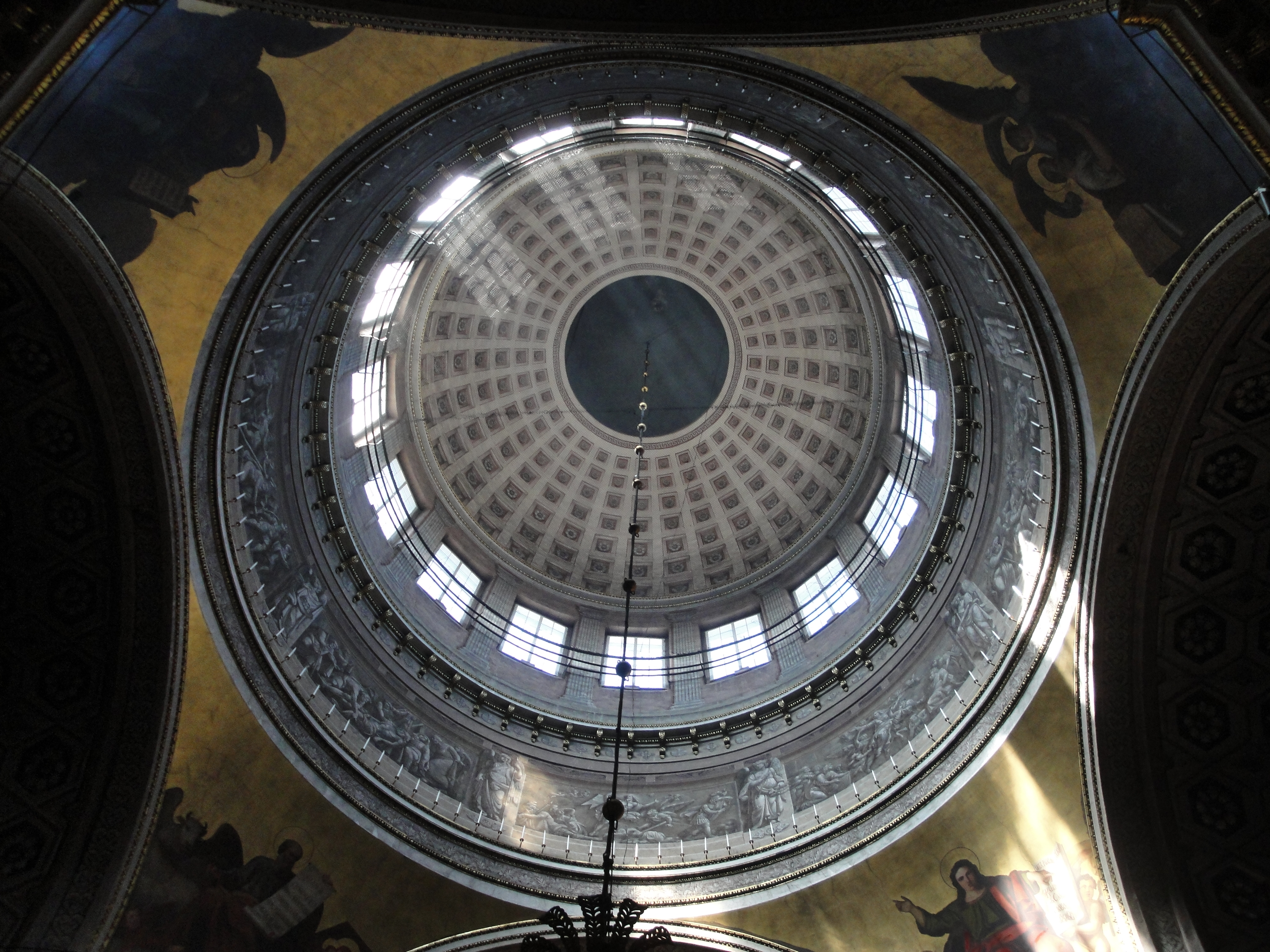
La cúpula
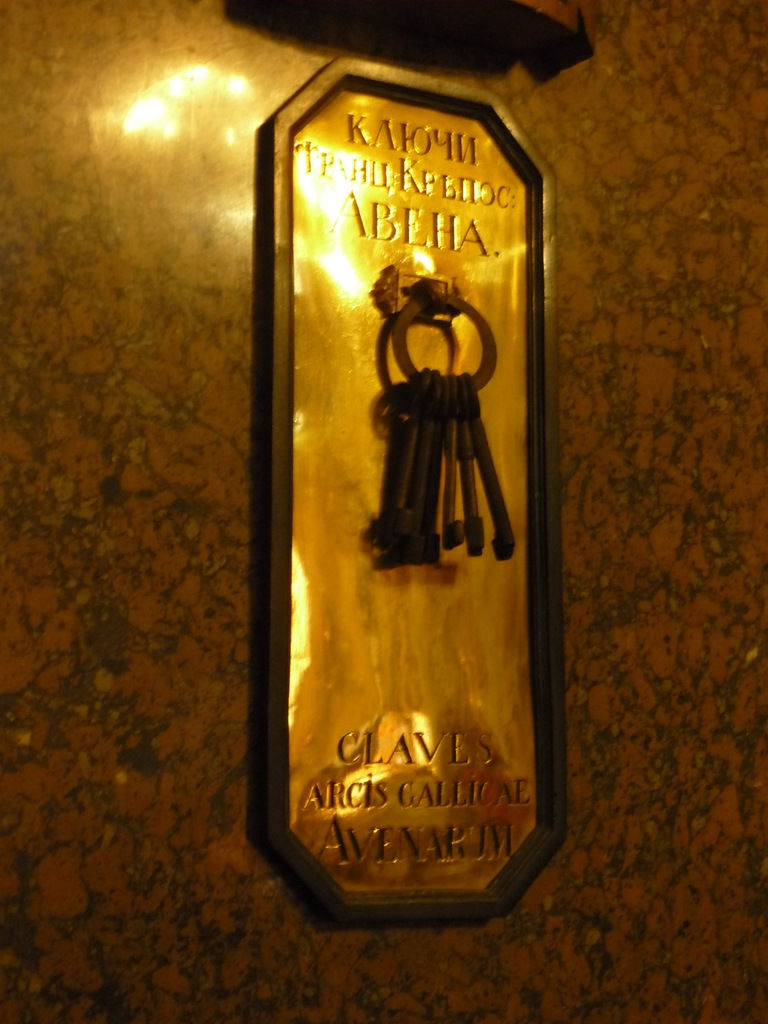
Algunas de las 17 llaves de las ciudades derrotadas
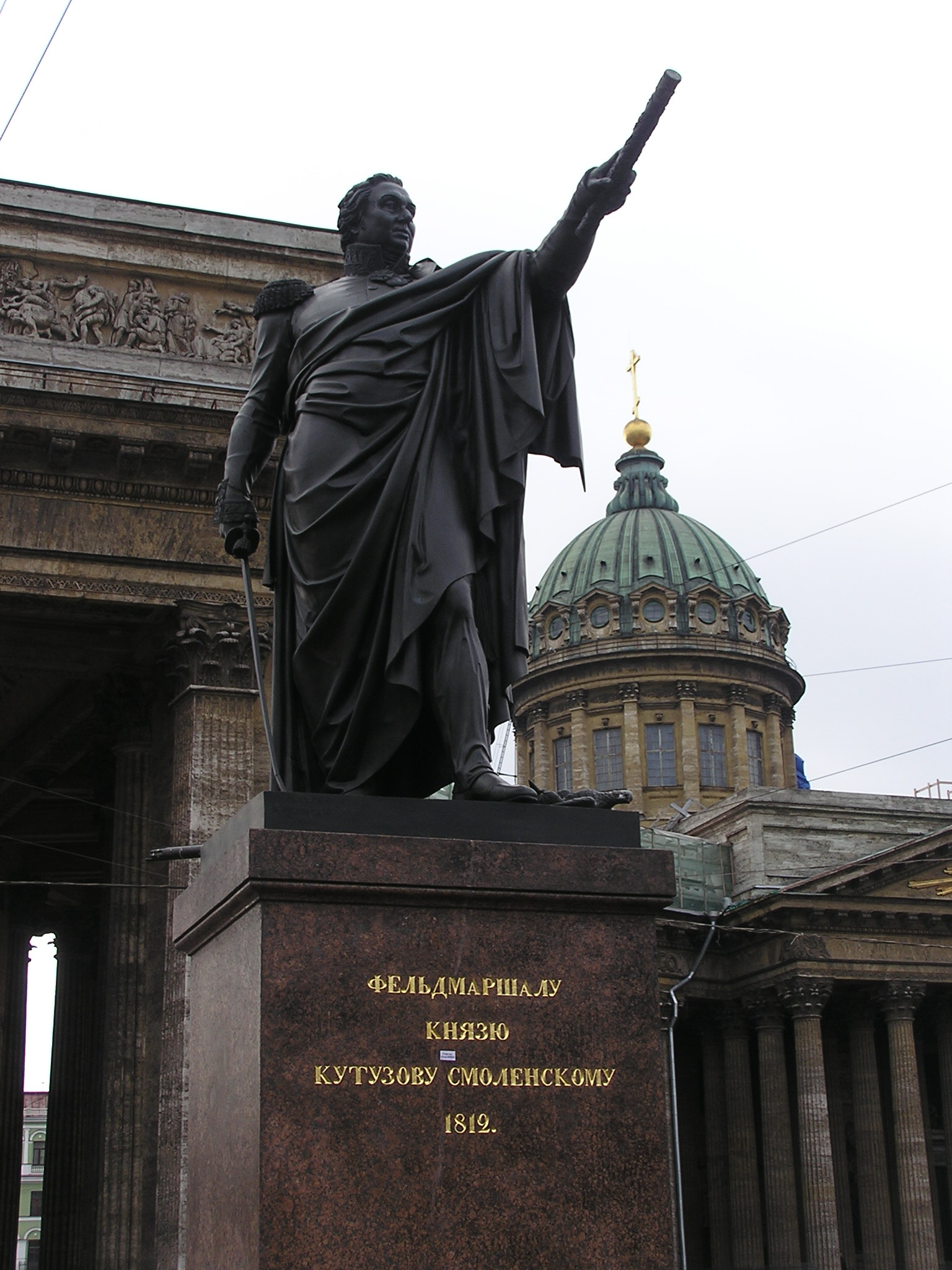
Monumento a Michail Illarionovič Kutuzov
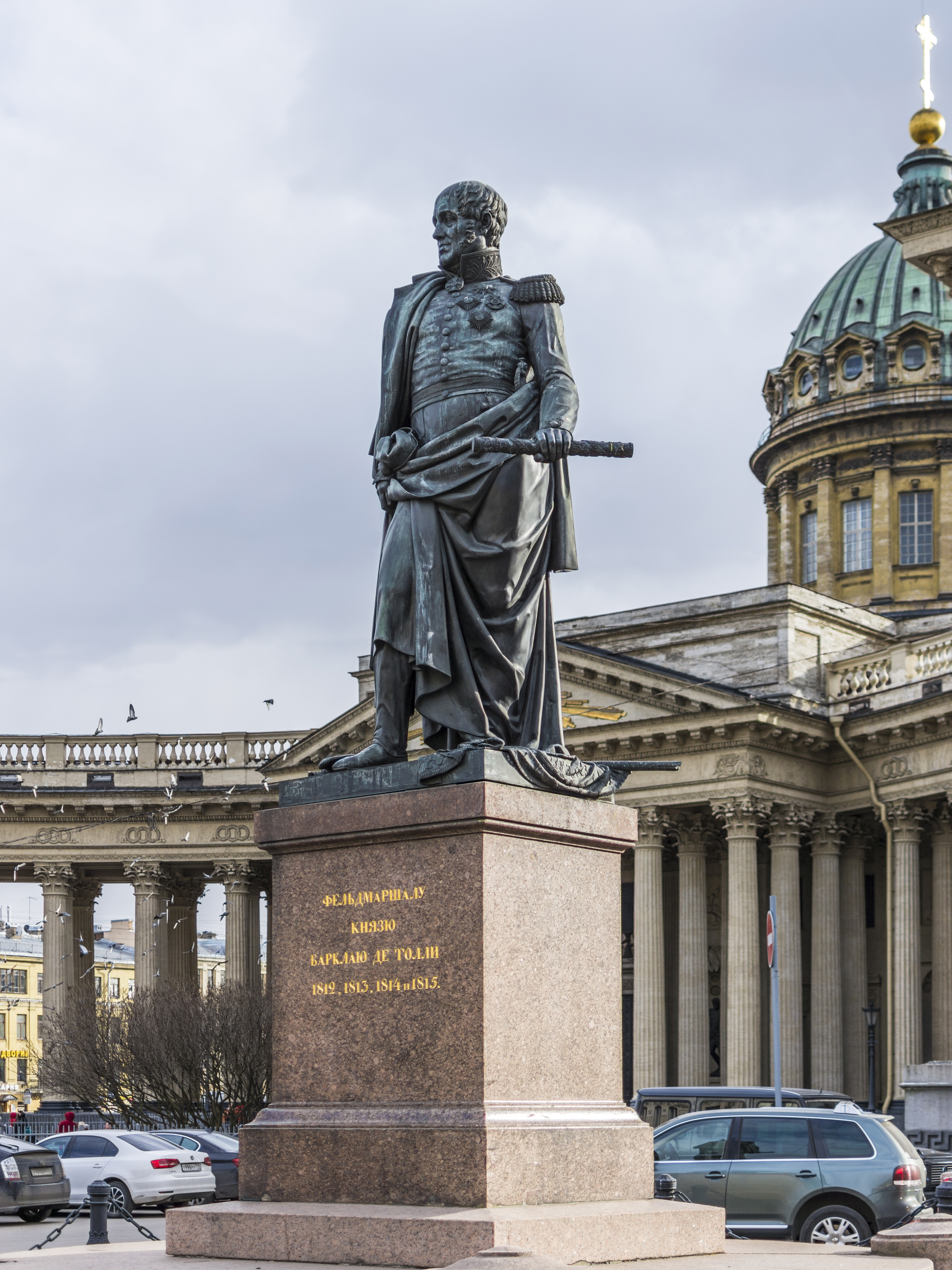
Monumento a Barclay de Tolly